# Exochus denotatus
Exochus denotatus là một loài tò vò trong họ Ichneumonidae.